# Liste der Einträge im National Register of Historic Places im Orleans County (New York)

Lage des Orleans County in New York

Diese Liste der Einträge im National Register of Historic Places im Orleans County enthält alle Anwesen und Distrikte, die im New Yorker Orleans County in das National Register of Historic Places Einer der Einträge, der Cobblestone Historic District, ist außerdem eine National Historic Landmark.
Es gibt derzeit 26 Einträge in dem County, das ist nach dem Schuyler County (18), dem Hamilton County (19) und dem Wyoming County (25) die viertniedrigste Zahl aller New Yorker Countys. Bei fünf der Einträgen handelt es sich um historische Distrikte, darunter ist der Mount Albion Cemetery (Millville Cemetery ist als Stätte klassifiziert). Bei den verbleibenden 16 Einträgen handelt es sich um einzelne Gebäude.

## Überblick
Von diesen 26 Gebäuden dienten mindestens zehn irgendwann im Laufe ihrer Geschichte zu Wohnzwecken. Zwei davon waren ursprünglich Gasthäuser, die in Wohnhäuser umgewandelt wurden. Das Tousley-Church House wurde später umgewandelt in das örtliche Büro der Daughters of the American Revolution. Die vier historischen Distrikte beinhalten ebenfalls Wohnhäuser als Contributing Propertys.
Drei andere Gebäude – die Postämter in Albion und Medina und das Medina Armory – sind Regierungsgebäude. Das Zeughaus dient heute als örtlicher YMCA. Unter den eingetragenen Anwesen befinden sich keine gewerblich genutzten Bauwerke, auch kirchliche Bauten sind nicht individuell in das Register aufgenommen; allerdings sind sieben Kirchen beitragend zum Orleans County Courthouse Historic District. Gleichfalls sind keine Schulgebäude eigenständig eingetragen, obwohl zum Cobblestone Historic District eine Einklassenschule beitragend ist.
Zu den fünf historischen Distrikten gehören insgesamt 135 Contributing Propertys auf einer Fläche von 42 ha, wobei der größte Teil dieser Fläche auf den Mt. Albion Cemetery entfällt, den mit 28 ha flächenmäßig den größten Eintrag im County. Mit 3000 m² Fläche und drei Gebäuden auf zwei unzusammenhängenden Grundstücken ist der Cobblestone Historic District nicht nur der kleinste historische Distrikt im County, sondern auch der kleinste als National Historic Landmark eingestufte historische Distrikt im Bundesstaat.
Die anderen drei Distrikte befinden sich innerhalb von Medina and Albion, den größten Siedlungen im County. Die beiden Distrikte in Albion stoßen aneinander, wobei der südlichere der beiden charakterisiert ist durch öffentliche Gebäude, Kirchen und Wohnhäuser um das County Courthouse, während der nördlichere überwiegend kommerziell genutzt wird. Medinas Main Street Historic District besteht fast vollständig aus gewerblich genutzten Anwesen.
Innerhalb der historischen Distrikte sind alle bis auf drei Gebäude und ein weiteres Bauwerk Contributing Properties, und keines der Contributing Properties ist eigenständig in das Register aufgenommen. Das eigenständig ins Register aufgenommene Postamt von Albion liegt zwar innerhalb der Grenzen eines historischen Distriktes, gilt aber nicht als zu diesem beitragend, weil es zwei Jahrzehnte nach der historisch signifikanten Periode des Distriktes erbaut wurde.

## Liste der Einträge
| [ 3 ] | Name                                        | Bild                                        | Eintragsdatum                                                                | Lage | Ort                                                      | Beschreibung |
| ----- | ------------------------------------------- | ------------------------------------------- | ---------------------------------------------------------------------------- | --- | -------------------------------------------------------- | --- |
| 1     | Bacon–Harding Farm                          | Bacon–Harding Farm                          | 27. Feb. 2013 ID-Nr. 13000041                                                | 3077 Oak Orchard Road 43° 16′ 2,2″ N, 78° 11′ 31,3″ W                                                                                             | Gaines                                                   | Die 200 Jahre alte Farm gehört noch immer derselben Familie und ist um ein 1844 gebautes Bruchstein-Farmhaus im Stil des Greek Revival angesiedelt. |
| 2     | William V. N. Barlow House                  | William V. N. Barlow House                  | 8. Sep. 1983 ID-Nr. 83001757                                                 | 223 S. Clinton St. 43° 14′ 22″ N, 78° 11′ 47″ W                                                                                                   | Albion                                                   | Barlow, der Architekt zahlreicher wichtiger Bauwerke im Zentrum von Albion, darunter das County Courthouse, erbaute dieses eklektische Wohnhaus 1875 für sich selbst. Im Hinterhof des Grundstücks ist eine der wenigen ursprünglichen Handpumpen des Ortes erhalten. |
| 3     | Jackson Blood Cobblestone House             | Jackson Blood Cobblestone House             | 30. Juni 2005 ID-Nr. 05000635                                                | 142 S. Main St. 43° 19′ 0,4″ N, 78° 23′ 21,8″ W                                                                                                   | Lyndonville                                              | Man nimmt an, dass die Familie Blood 1846 dieses Feldsteinhaus im Greek Revival erbaute und dafür die Steine selbst vom Ontariosee herbeischaffte. |
| 4     | Boxwood Cemetery                            | Boxwood Cemetery                            | 27. Jan. 2015 ID-Nr. 14001216                                                | 3717 N. Gravel Rd. 43° 14′ 4,2″ N, 78° 23′ 58,8″ W                                                                                                | Medina                                                   | Auf dem 1860 angelegten Friedhof sind zahlreiche der ursprünglichen Siedler der Stadt begraben. |
| 5     | Butterfield Cobblestone House               | Butterfield Cobblestone House               | 1. März 2010 ID-Nr. 10000044                                                 | 4690 Bennetts Corners Rd. 43° 11′ 19″ N, 78° 1′ 2″ W                                                                                              | Clarendon                                                | Dieses 1849 erbaute Greek-Revival-Haus aus Feldsteinen ist das einzige derartige Gebäude in Clarendon und gilt als das schönste derartige Bauwerk im County. |
| 6     | Clarendon Stone Store                       | Clarendon Stone Store                       | 9. Mai 2012 ID-Nr. 12000258                                                  | 16301 E. Lee Rd. 43° 11′ 37,7″ N, 78° 3′ 52,9″ W                                                                                                  | Clarendon                                                | Ein Laden, erbaut aus Medina-Sandstein |
| 7     | Cobblestone Historic District               | Cobblestone Historic District               | 1. Apr. 1993 ID-Nr. 93001603                                                 | Ridge Rd. (NY 104) 43° 17′ 13″ N, 78° 11′ 24″ W                                                                                                   | Childs                                                   | Die einzige National Historic Landmark des Orleans Countys und der kleinste NHL-Distrikt im Bundesstaat besteht aus drei im 19. Jahrhundert gebauten Gebäuden aus Feldsteinen, darunter die älteste Feldsteinkirche des Bundesstaates nebst Pfarrhaus. |
| 8     | Cobblestone Inn                             | Cobblestone Inn                             | 24. Juli 2007 ID-Nr. 07000755                                                | 12226 Ridge Rd. 43° 16′ 28″ N, 78° 19′ 59″ W | Oak Orchard on-the-Ridge                                 | Dieses frühere Gasthaus aus dem Jahr 1837, das dem Verkehr auf der Ridge Road diente, ist möglicherweise das größte Feldsteingebäude des Bundesstaates. Es wurde später zu einem Restaurant und ist heute ein Zweifamilienhaus. |
| 9     | Benjamin Franklin Gates House               | Benjamin Franklin Gates House               | 4. Juni 2009 ID-Nr. 09000378                                                 | 13079 W. Lee Rd. 43° 12′ 10″ N, 78° 16′ 43″ W | Barre                                                    | Gates, einer der ersten Siedler in Barre, baute um 1830 dieses Haus im Stil des Greek Revival und die erste Gerberei der Region. Neue Besitzer restaurierten das Haus zu Beginn des 21. Jahrhunderts; es dient immer noch als Farmhaus. |
| 10    | Hillside Cemetery                           | Hillside Cemetery                           | 25. Juni 2013 ID-Nr. 13000450                                                | NY 237 & S. Holley Rd. 43° 12′ 57,4″ N, 78° 1′ 53,7″ W                                                                                            | Clarendon                                                | Ruhestätte von zahlreichen Siedlern der Town, später in einen Landfriedhof integriert |
| 11    | Holley Village Historic District            | Holley Village Historic District            | 24. Aug. 2015 ID-Nr. 15000539                                                | 1 Village Sq., 3-35 Frisbe Terrace, Public Sq., 32-34 Albion, 1-13 S. Main, 1 Wright, 2 White, 1 & 4-18 Thomas Sts. 43° 13′ 32,8″ N, 78° 1′ 36″ W | Holley                                                   | Kommerzieller und institutioneller Ortskern einer Siedlung, wie sie sich im Laufe eines Jahrhunderts entwickelt hat, dem Straßenplan entlang des Eriekanals folgend. |
| 12    | Main Street Historic District               | Main Street Historic District               | 23. März 1995 ID-Nr. 97001457 (Erweiterung) 95000213, 97001457 (Erweiterung) | grob entlang Main und Center Sts., West Ave. und Proctor Pl. 43° 13′ 13″ N, 78° 23′ 13″ W                                                         | Medina                                                   | Als Medina infolge des Baus des Eriekanals besiedelt wurde, war dieser Streifen zwischen dem Kanal und den Eisenbahngleisen das erste Siedlungsgebiet im Dorf. Die hier stehenden Häuser stammen aus den 1830er bis 1940er Jahren und sind Relikte der industriellen Blütejahre Medinas. Der Distrikt wurde später um einen kleinen Teil erweitert, um das Medina Railroad Museum einzuschließen. |
| 13    | Medina Armory                               | Medina Armory                               | 13. Apr. 1995 ID-Nr. 95000399                                                | 302 Pearl St. 43° 13′ 19″ N, 78° 23′ 32″ W | Medina                                                   | Dieses Bauwerk, das aus in Medina gebrochenen Sandstein gebaut wurde, war George Heins’ erste Arbeit als Architekt des Bundesstaates und beherbergt heute den Lake Plains YMCA. |
| 14    | Millville Cemetery                          | Millville Cemetery                          | 31. Okt. 2007 ID-Nr. 07001126                                                | E. Shelby Rd. 43° 11′ 23″ N, 78° 19′ 28″ W | Millville                                                | Dieser Landfriedhof wurde 1871 auf einem kleinen Hügel angelegt und ist die letzte Ruhestätte zahlreicher Bewohner dieses einst landwirtschaftlich geprägten Weilers. |
| 15    | Mt. Albion Cemetery                         | Mt. Albion Cemetery                         | 27. Sep. 1976 ID-Nr. 76001261                                                | New York State Route 31 43° 14′ 22″ N, 78° 9′ 20″ W                                                                                               | Town of Albion                                           | Dieser ländliche Friedhof wurde 1842 auf einem hohen Drumlin außerhalb von Albion angelegt. Er hat eine Friedhofskapelle und ein Sezessionskriegsdenkmal. Unter den hier beerdigten Personen sind mehrere Lokalpolitiker aus dem 19. Jahrhundert und mit Rufus Bullock ein Gouverneur Georgias.                                                                                                   |
| 16    | New York State Barge Canal                  |                                             | 15. Okt. 2014 ID-Nr. 14000860                                                | linear durch das gesamte County 43° 14′ 55,2″ N, 78° 11′ 27,8″ W                                                                                  | Albion, Gaines, Holley, Medina, Murray, Ridgeway, Shelby | Nachfolger des Eriekanals, der von den Wählern des Bundesstaates zu Beginn des 20. Jahrhunderts genehmigt wurde, um mit den Eisenbahnen zu konkurrieren. |
| 17    | North Main-Bank Streets Historic District   | North Main-Bank Streets Historic District   | 30. Nov. 1994 ID-Nr. 94001341                                                | grob entlang N. Main, E. Bank, W. Bank und Liberty Sts. 43° 14′ 51″ N, 78° 11′ 37″ W                                                              | Albion                                                   | Der nördlichere der beiden historischen Distrikte in Albion ist einer der am intaktesten gewerblich genutzten Gebiete entlang des Eriekanal; die Gebäude stammen aus dem Jahrhundert nach der Fertigstellung. |
| 18    | Orleans County Courthouse Historic District | Orleans County Courthouse Historic District | 31. Aug. 1979 ID-Nr. 79001617                                                | Courthouse Sq. and environs 43° 14′ 45″ N, 78° 11′ 36″ W                                                                                          | Albion                                                   | Der südlichere der beiden historischen Distrikte in Albion umfasst das bürgerliche und religiöse Zentrum des Villages und des Countys. Es liegt um das von William Barlow 1858 errichtete County Courthouse. Viele der Wohn-, Geschäfts- und Bürohäuser und der sieben Kirchen des Distriktes sind aus Medina-Sandstein gebaut.                                                                   |
| 19    | Payjack Chevrolet Building                  | Payjack Chevrolet Building                  | 8. Mai 2012 ID-Nr. 12000259                                                  | 320 N. Main St. 43° 13′ 21,3″ N, 78° 23′ 16,3″ W                                                                                                  | Medina                                                   | Das 1949 errichtete Betonbauwerk ist ein intaktes Beispiel eines Autoverkaufshauses, das nach den damaligen internationalen Standards von General Motors aus jener Zeit gebaut wurde. |
| 20    | Servoss House                               | Servoss House                               | 28. Feb. 2008 ID-Nr. 08000104                                                | 3963 Fruit Ave. 43° 13′ 0″ N, 78° 25′ 51″ W | Ridgeway                                                 | Ein früherer Kanalarbeiter erbaute dieses Haus zu Beginn der 1830er Jahre am Kanal im Stil des Greek Revival, wobei er ein ungewöhnliches System horizontaler Planken verwendete. |
| 21    | John Shelp Cobblestone House                | John Shelp Cobblestone House                | 20. Nov. 2008 ID-Nr. 08001079                                                | 10181 West Shelby Rd. 43° 9′ 17″ N, 78° 27′ 51″ W                                                                                                 | West Shelby                                              | Ende des 19. Jahrhunderts ließen die Eigentümer dieses anspruchsvollen, 1836 im Greek Revival gebauten Feldsteinhauses das Innere im Queen Anne Style neu gestalten. |
| 22    | Skinner-Tinkham House                       | Skinner-Tinkham House                       | 15. Apr. 2004 ID-Nr. 04000291                                                | 4652 Oak Orchard Rd. 43° 11′ 11″ N, 78° 11′ 40″ W                                                                                                 | Barre Center                                             | Diese 1829 im Federal Style erbaute Taverne befand sich an einem stark genutzten Highway und wurde später in ein Wohnhaus umgebaut. Es ist eines der wenigen in diesem Stil noch vorhandenen Backsteingebäude des Countys. Nach mehreren Jahrzehnten der Vernachlässigung hat man mit der Restaurierung des Baubestands begonnen.                                                                 |
| 23    | Stevens–Sommerfeldt House                   |                                             | 26. Mai 2015 ID-Nr. 15000268                                                 | 5482 Holley-Byron Rd. 43° 8′ 52,4″ N, 78° 4′ 14,7″ W                                                                                              | Clarendon vicinity                                       | Eines der seltenen noch stehenden Häuser aus den 1820er Jahren im Federal Style |
| 24    | Tousley-Church House                        | Tousley-Church House                        | 5. Feb. 2002 ID-Nr. 01001565                                                 | 249 N. Main St. 43° 15′ 8″ N, 78° 11′ 34″ W | Albion                                                   | Dieses Greek-Revival-Haus von 1841 wurde zehn Jahre später in einer Weise erweitert, die die starken Einflüsse durch Minard Lafever aufweisen. Es wurde in den 1930er Jahren erneuert und war Sitz des örtlichen Chapters der Daughters of the American Revolution. |
| 25    | US Post Office-Albion                       | US Post Office-Albion                       | 17. Nov. 1988 ID-Nr. 88002450                                                | Main St. 43° 14′ 45,6″ N, 78° 11′ 38,7″ W | Albion                                                   | Dieses 1937 erbaute Postamt verwendet einen der in New York für Postämter häufiger verwendeten Designentwürfe im Colonial Revival. Das Gebäude liegt innerhalb der Grenzen des Orleans County Courthouse Historic District, gilt aber nicht als Contributing Property, weil es deutlich nach 1910 entstanden ist.                                                                                 |
| 26    | US Post Office-Medina                       | US Post Office-Medina                       | 11. Mai 1989 ID-Nr. 88002351                                                 | 128 W. Center St. 43° 13′ 14″ N, 78° 23′ 19″ W | Medina                                                   | Die einzige andere Verwendung dieses anspruchsvollen Designentwurfs aus dem Jahr 1931 im Stil des Colonial Revival befindet sich in Salem, Indiana. |